# Socorro (Mindoro Oriental)
Socorro es un municipio filipino de tercera categoría perteneciente a la provincia isleña de Mindoro Oriental en Mimaropa. Con una extensión superficial de 151,38  km²,  tiene una población de 38.348 personas que habitan en 8.296 hogares. Su alcalde es Rolando F. Arreola.
Para las elecciones a la Cámara de Representantes está encuadrado en el Primer Distrito Electoral de esta provincia.

## Geografía
El municipio de Socorro se encuentra situado en el interior de la parte nororiental de la isla de Mindoro. Su término linda al norte con el lago  Nauján;  al sur con el municipio de Pinamalayán; al este con el municipio de Pola en la bahía de Pola en el mar de Sibuyán; y al oeste con el municipio de Victoria.
Son ribereños del lago, declarado Parque nacional, los barrios de Lapog, Mabuhay I, Mabuhay II, Batongdalig, Pasi I, Pasi II, Happy Valley y Subaán.
En las partes más remotas del municipio habitan personas de la etnia  mangyan para las cuales se han implementado programas de asistencia.

### Economía
La agricultura es la principal actividad en el municipio, con cultivos de  arroz, frutas y  coco. El pescado fresco del lago Naujan en el extremo norte del municipio y el  Balut.

## Barrios
El municipio de Socorro se divide, a los efectos administrativos, en 26 barangayes o barrios, conforme a la siguiente relación:
| - Epiz (Bagsok) - Batong Dalig - Bayuin - Calocmoy | - Catiningan - Villarreal de Daan - La Fortuna de Putol - Happy Valley | - Calubayán - Leuteboro I - Leuteboro II - Mabuhay I | - Malugay - Matungao - Monteverde - Pasi I | - Pasi II - Población I - Población II - Población III - Población IV | - Santo Domingo de Lapog - Subaán - Bugtong Na Tuog - Mabuhay II - María Concepción |

## Patrimonio
Iglesia parroquial católica bajo la advocación de la Sagrada Familia , consagrada en 1954. Forma parte del Vicariato del Divino Salvador en la Vicaría Apostólica de Calapán sufragánea  de la Arquidiócesis de Lipá.
Misiones entre los mangyan: Tribu Tadyawan, barrio Zone 2 en la  Población-